# Patrik Nilsson
Patrik Nilsson (29 de agosto de 1991) es un deportista sueco que compite en triatlón. Ganó tres medallas en el Campeonato Europeo de Ironman entre los años 2017 y 2021.

## Palmarés internacional
| Campeonato Europeo | Campeonato Europeo   | Campeonato Europeo | Campeonato Europeo |
| Año                | Lugar                | Medalla            | Prueba             |
| ------------------ | -------------------- | ------------------ | ------------------ |
| 2017               | Fráncfort (Alemania) | Medalla de bronce  | Individual         |
| 2018               | Fráncfort (Alemania) | Medalla de plata   | Individual         |
| 2021               | Fráncfort (Alemania) | Medalla de oro     | Individual         |